# Miriam Makeba (album)
Albums de Miriam Makeba
The Many Voices of Miriam Makeba
(1960) An Evening with Belafonte/Makeba
(1965)
Miriam Makeba est un album de Miriam Makeba, sorti en 1960.

## L'album
Il fait partie des 1001 albums qu'il faut avoir écoutés dans sa vie. 

### Titres
Tous les titres sont de Miriam Makeba, sauf mentions. 
1. The Retreat Song (2:34)
2. Suliram (traditionnel) (2:45)
3. The Click Song (Miriam Makeba, Rufus Khoza, Ronnie Majola Sehume, Nathan "Dambuza" Mdledle, Joe Mogotsi) (2:09)
4. Umhome (1:16)
5. Olilili (Alan Silinga) (2:31)
6. Lakutshn, Ilanga (Mackay Davashe, Tom Glazer) (2:07)
7. Mbube (avec The Chad Mitchell Trio) (Solomon Linda) (3:17)
8. The Naughty Little Flea (Norman Byfield Thomas) (3:45)
9. Where Does It Lead (Gwen Davis) (2:29)
10. Nomeva (2:37)
11. House of the Rising Sun (Perry Lopez) (1:57)
12. Saduva (2:30)
13. One More Dance (avec Charles Colman) (Charles Carl Carter) (2:40)
14. Iya Guduza (2:05)

### Musiciens
- Miriam Makeba : voix
- Perry Lopez : guitare